# Sydlig tofspärlhöna
Sydlig tofspärlhöna (Guttera edouardi) är en fågel i familjen pärlhöns inom ordningen hönsfåglar.

## Utbredning och systematik
Sydlig tofspärlhöna delas in i två underarter med följande utbredning:
- G. e. barbata – sydöstra Tanzania söderut till norra och östra Moçambique och västerut till Malawi
- G. e. edouardi – södra och östra Zambia, nordöstra Namibia och nordvästra Zimbabwe samt södra Malawi och Moçambique söderut till nordöstra Sydafrika (söderut till östcentrala KwaZulu-Natal)

Fågeln kategoriserades tidigare som en del av tofspärlhöna (Guttera pucherani), numera östlig tofspärlhöna. Den urskiljs sedan 2014 som egen art av Birdlife International och IUCN, sedan 2022 även av tongivande eBird/Clements och 2023 av International Ornithological Congress (IOC).

## Status
Arten har ett stort utbredningsområde och beståndet anses vara stabilt. Internationella naturvårdsunionen IUCN listar den därför som livskraftig (LC).

## Namn
Fågelns vetenskapliga artnamn hedrar fransmannen och specimenhandlaren Jean Baptiste Édouard Verreaux (1810-1868).